# Antennospora quadricornuta
Antennospora quadricornuta är en svampart som först beskrevs av Cribb & J.W. Cribb, och fick sitt nu gällande namn av T.W. Johnson 1958. Antennospora quadricornuta ingår i släktet Antennospora och familjen Halosphaeriaceae.   Inga underarter finns listade i Catalogue of Life.